# Rob Grabert
Robert Karl Baldwin „Rob” Grabert (ur. 5 lutego 1964 w Hückelhoven) – holenderski siatkarz, złoty medalista igrzysk olimpijskich, medalista mistrzostw świata i mistrzostw Europy.

## Życiorys
Grabert reprezentował Holandię na Letnich Igrzyskach Olimpijskich 1988 w Seulu. Wystąpił wówczas we wszystkich meczach reprezentacji Holandii, która zajęła 5. miejsce w turnieju. Z reprezentacją zdobył dwa medale mistrzostw Europy – brązowy w 1989 na turnieju rozgrywanym w Szwecji i srebrny w 1993 w Finlandii. Zdobył tytuł wicemistrzowski podczas mistrzostw świata 1994 w Grecji. Ponownie na igrzyskach wystąpił w 1966 w Atlancie. Zagrał wtedy w trzech z pięciu meczów fazy grupowej, ćwierćfinale oraz w wygranym finale z Włochami.
Od 1982 do 1988 grał w holenderskim zespole Autodrop Geldrop, z którym 2 razy zajmował 3. miejsce mistrzostwach Holandii, w 1987 i 1988. W czasie igrzysk w Atlancie był zawodnikiem klubu RVC/Libanon ’50 Rotterdam. Następnie grał we włoskich Pallavolo Catania (1990–1991), Samia Schio Sport (1991–1993) i Galileo Giovolley (1993–1994). Największe sukcesy odnosił w Samia Schio, z którym wygrał Serie A2 w 1992 i zajął 4. miejsce w pucharze Włoch rok później. Od 1994 do 1996 był zawodnikiem holenderskiego Rentokil ZVH. Z tym klubem dotarł do ćwierćfinału Puchar Europy Zdobywców Pucharów 1994/1995 i zajął 3. miejsce w Eredivisie w następnym sezonie. Sezon 1996/1997 spędził w niemieckim klubie Moerser SC, gdzie zmagania w Bundeslidze zakończył na 3. miejscu.
Po zakończeniu kariery sportowej zaczął prowadzić firmę zajmującą się dystrybucją żywności ekologicznej.